# Nuria Fergó
Nuria Fernández Gómez (Nerja, Màlaga, 18 d'abril de 1979), més coneguda com a Nuria Fergó, és una cantant i actriu espanyola. Va assolir la fama en la primera edició del concurs Operación triunfo, l'any 2001.
Va debutar al mercat discogràfic amb Brisa de esperanza l'any 2002. Segons acrediten els Productors de Música d'Espanya (Promusicae) Nuria Fergó compta amb tres discos de platí i un disc d'or com a solista. Entre els seus senzills es troben els temes "Quiéreme", "Brisa de esperanza", "Las palabritas", "Volver a comenzar" i "De vuelta".

## Discografia
| Àlbums d'estudi - 2002: Brisa de esperanza - 2003: Locura - 2005: Paketenteres - 2007: Añoranzas - 2009: Tierra de nadie - 2019: Nuevo disco | Senzills - 2002: Brisa de esperanza - 2002: Tu cuerpo - 2002: En La Habana - 2003: De vuelta - 2003: Sólo con mirarnos - 2003: Quiéreme (Con Manu Tenorio) - 2005: Las palabritas - 2005: Voy a darte un beso - 2005: Me hiere - 2007: Volver a comenzar - 2007: Nosotros - 2009: Tierra de nadie - 2009: ¿Y ahora qué? - 2009: Vivir sin recordarte - 2010: Quiero - 2011: Quiéreme (Edición San Valentín) - 2012: Castigo divino - 2016: Bailando bajo la lluvia - 2018: La vida son solo dos días |

### Operación Triunfo
| - 2001 - Operación Triunfo: Discs de les gales (Vale Music) - Gala 1: Gracias por la música (amb Rosa López) - Gala 2: Esperaré - Gala 3: El día que me quieras (amb David Bisbal) - Gala 4: Noches de bohemia (amb Manu Tenorio) - Gala 5: Fallen (amb Chenoa) - Gala 6: Otra vez (qué pena de mí) (amb Juan Camus) - Gala 7: Entre mis recuerdos - Gala 8: Tengo que decirte algo (amb Manu Tenorio) - Gala 9: Nadie como tú (ambNaím Thomas) - Gala 10: Acuarela - Gala 11: No me importa nada - Gala 12: Con los años que me quedan - Gala 13: Si tú no estás aquí - 2001 - Mi música es tu voz (single) (Vale Music) - 2001 - Operación triunfo: El álbum (Vale Music) - Más allá (amb Rosa López), Mi música es tu voz, Lucharé hasta el fin, Dile que la quiero amb David Civera, En Navidad amb Rosana, Oh happy day, Feliz Navidad, Do they know it's Christmas? | - 2002 - Operación triunfo canta Disney (Vale Music) - Mi príncipe vendrá, Parte de tu mundo (amb Verónica Romero) y Quiero ser como tú - 2002 - Operación triunfo: el disco del deporte (Vale Music) - Amigos para siempre (amb Manu Tenorio), Vivimos la selección y Puedes llegar - 2002 - Operación triunfo: el álbum de Eurovisión (Vale Music) - Vivo cantando en el Popurrí de Eurovisión - 2002 - Operación triunfo: en concierto (Vale Music) - 2002 - Vivimos la selección (single) (Vale Music) - 2002 - Todos contra el fuego (single) (Vale Music) - 2003 - Generación OT: Juntos (Vale Music) - Envidia (amb Joan Tena) - 2003 - Generación OT: En concierto (Vale Music) - 2006 - Las 100 mejores canciones de la historia de OT (Universal y Sony Music) - 2008 - SingStar OT (videojuego-PS2) (Universal) - 2016 - OT El Reencuentro (CD + DVD) (Universal) - 2017 - OT 2017: Gala Especial (Universal) - Noches de bohemia (amb Mireya Bravo) |

## Participacions a TV
- 2000 – Mediterráneo (Telecinco). Sèrie. Actriu
- 2000 – Plaza Alta (Canal Sud). Sèrie. Actriu
- 2001 – 2002 – Operación Triomfo (TVE). Concursant
- 2002 – Triunfomanía (TVE). Programa setmanal. Ella mateixa
- 2002 – Ídolos a domicilio (Antena 3). Programa setmanal. Ella mateixa - episódico
- 2002 – Gira Operación Triunfo: Santiago Bernabéu (TVE). Concert. Ella mateixa
- 2002 – David Bisbal y Amigos (TVE). Gala d'homenatge. Ella mateixa
- 2002 – OT: la película (Filmax). Pel·lícula. Ella mateixa
- 2003 – Generación OT: Destino Eurovisión (TVE). Programa setmanal. Ella mateixa
- 2003 – Generación OT: En concert Almeria (TVE). Concert. Ella mateixa
- 2003 – Padrinos para el triunfo (TVE). Gala solidària. Ella mateixa
- 2003 – La playa roja. Pel·lícula amb Lorena Van Heerde. Actriu
- 2004 – Operación Eurovisió (TVE). Programa setmanal. Ella mateixa
- 2004 – Festival de la Bahía de Puerto Rico. Concurs. Presentadora
- 2004 – Amores extremos (WAPA-TV, Televicentro Puerto Rico). Pel·lícula de televisió. Actriu
- 2005 – Gente de primera (TVE). Concurs setmanal. Ella mateixa
- 2005 – Estás nominado: Cuando la realidad supera la ficción (Canal Plus). Documental. Ella mateixa
- 2005 – 50 y más (TVE). Programa monogràfic. Ella mateixa
- 2005 – Náufragos. Curtmetratge. Actriu
- 2005 – Gala 20 años de C&A (Localia). Presentadora amb Liborio García
- 2005 – Arrayán (Canal Sur). Sèrie. Actriu
- 2006 – Gala Aprendemos Juntos (IB3). Presentadora amb Natalia
- 2006 – Gala Proyecto Hombre (IB3). Presentadora
- 2006 – El club de Flo (La Sexta). Programa setmanal. Monologuista
- 2007 – 2009 – Estimar en temps regirats (TVE). Sèrie. Actriu
- 2007 – Gala de la moda (Localia). Presentadora
- 2008 – Gala 25 años contigo (Telemadrid). Gala aniversari. Ella mateixa
- 2008 – Diferentes (TVE). Concerts nocturns. Ella mateixa
- 2010 – Con el vértigo en los talones (TVE). Programa Nit de cap d'any. Actriu
- 2010 – 2016 – Qué tiempo tan feliz (Telecinco). Programa. Artista convidada
- 2013 – Tu cara me suena (Antena 3). Concurs setmanal. Ella mateixa com Julie Andrews (Somriures i llàgrimes) - episódico
- 2014 – T con T: Homenaje a OT (TVE). Programa. Ella mateixa
- 2016 – Inesborrables. Curtmetratge. Actriu
- 2016 – Andersen and the Jinn. Curtmetratge. Actriu
- 2016 – OT: El Reencuentro (TVE). Programa. Ella mateixa
- 2017 - El gran reto musical (TVE). Concurs. Ella mateixa
- 2017 - Tu cara no me suena todavía (Antena 3). Concurs. Ella mateixa com Paloma San Basilio
- 2017 - Cinco Reyes. Curtmetratge. En Producció
- 2019 - Bandoleri. Sèrie de televisió
- 2019 - La mejor canción jamás cantada (TVE). Ella mateixa
- 2019 - Servir y proteger (TVE). Sèrie de televisió

## Teatre
- 2014 – 2015 - Lucía, la maga. (Musical). Estrena en el Teatre Echegaray de Màlaga.
- 2002 – Premio Prestigi de la ciutat de Nerja.
- 2003 – Premi Garita a Puerto Rico.
- 2003 – Premi Público de Canal Sud.
- 2003 – Premi Reina del Festival de la Bahía a Puerto Rico.
- 2008 – Premi Protagonistas de la Música de Punto Radio.
- 2008 – Premi Arkosol.
- 2009 – Premio Mujer de la Federación de Mujeres Rurales.
- 2009 – Premio Pentagrama del Grup TeleTaxi.
- 2010 – Premi Más Simpàtica de Cadena COPE.
- 2014 – Premi Sentir Málaga
- 2016 – Premi Oro, Incienso y Mirra de Cadena COPE Marbella